# Сабльер
Саблье́р (фр. и окс. Sablières) — коммуна во Франции, находится в регионе Рона — Альпы. Департамент коммуны — Ардеш. Входит в состав кантона Жуайёз. Округ коммуны — Ларжантьер.
Код INSEE коммуны — 07202.

## Население
Население коммуны на 2008 год составляло 145 человек.
| 1962 | 1968 | 1975 | 1982 | 1990 | 1999 | 2008 |
| ---- | ---- | ---- | ---- | ---- | ---- | ---- |
| 240  | 200  | 142  | 130  | 149  | 101  | 145  |

## Экономика
В 2007 году среди 86 человек в трудоспособном возрасте (15—64 лет) 65 были экономически активными, 21 — неактивными (показатель активности — 75,6 %, в 1999 году было 65,5 %). Из 65 активных работали 44 человека (23 мужчины и 21 женщина), безработных было 21 (12 мужчин и 9 женщин). Среди 21 неактивных 2 человека были учениками или студентами, 9 — пенсионерами, 10 были неактивными по другим причинам.

## Фотогалерея
- Памятник погибшим в Первой мировой войне
- Карта коммуны